# Cockerill Yards
Cockerill Yards was een scheepswerf gelegen in Antwerpen, later verplaatst naar Hoboken. John Cockerill opende zijn eerste scheepswerf aan de Maas rond 1818-1819. De onderneming ging in 1982 failliet en de werf werd overgenomen door Boelwerf.

## Geschiedenis

### Begin aan de Maas
In 1817 richt John Cockerill samen met zijn broer James de Société Cockerill op in Seraing, onder andere voor de bouw van stoomketels en stoommachines voor industrie en scheepsbouw. Vanaf 1823 wordt dit John Cockerill & Co. Ze bouwen een werf aan de Maas waar het eerste schip op 9 februari 1820 van stapel loopt. Door goede zakelijke relaties met Willem I van Oranje en de scheepsbouwindustrie in de Noordelijke Nederlanden verwerft Cockerill het feitelijke monopolie over de levering van stoomketels en machines aan de Nederlandsche Stoomboot Maatschappij (NSBM). Deze richt op 31 oktober 1825 een eigen machinebouwatelier op in Rotterdam, het latere Wilton-Fijenoord.
Door de breuk met de NSBM worden er tot 1845 enkel nog ketels en machines voor rivierschepen gebouwd in Seraing: een veertigtal voor werven in beide Nederlanden. Na het overlijden van John Cockerill, op 19 juni 1840, in Warschau, richten de erfgenamen in 1842 de N.V. John Cockerill op onder het voorzitterschap van zijn neef Gustave Pastor.

### Werf in Antwerpen
In april 1843, tijdens een algemene bestuursvergadering, wordt er gewezen op de ongunstige ligging van de werf aan de Maas voor de bouw van grote schepen. Er wordt uitgekeken naar Antwerpen als meer geschikte plaats voor scheepsbouw voor zeeschepen. Ondertussen gaat de bouw van rivierschepen aan de Maas nog steeds door. Op 28 mei 1844 wordt voor notaris Pierre Henri Claessens door Cockerill het huurcontract getekend voor de gronden van het arsenaal aan de Sint-Michielskaai langs de Schelde in Antwerpen, de plaats waar de vroegere scheepswerf, opgericht door Napoleon Bonaparte, gelegen was. Op 23 december 1845 beslist de raad van bestuur om op dit gehuurde terrein een scheepswerf te bouwen.
Vanaf 1847 worden hier de eerste twee mailboten voor de lijn Oostende-Dover gebouwd, de Ville d'Ostende en de Ville de Bruges. Het zijn de eersten van een lange reeks mailboten. Het eerste trans-Atlantische schip, de Léopold I, wordt op 17 oktober 1856 aan de Antwerpse rederij Société Anonyme Belge des Bateaux à Vapeur Transatlantiques geleverd. Tussen 1847 en 1867 worden er op deze werf meer dan 160 schepen gebouwd.
De werf op het gehuurde terrein was een tijdelijke oplossing omdat de Directie van Domeinen de gronden wilde verkopen voor stadsuitbreiding. Op 26 december 1866 werden twee percelen weidegrond van 5,30 hectare, gelegen aan het Kattendijkdok langs de geplande loop van het Kempisch Kanaal, aangekocht door Cockerill. Aanleg en inbedrijfstelling namen heel veel tijd in beslag. De werf aan de Schelde bleef in bedrijf tot ongeveer eind 1872. Door de toename van de scheepsafmetingen bleek al vlug dat deze nieuwe werf niet voldeed voor de bouw van zeeschepen. Hij werd dan ook opgeheven omstreeks eind 1877. 

### Hoboken
Op 25 juni 1873 koopt Cockerill 6,30 hectare weiland, gelegen in Hoboken aan de Schelde, van hertog d'Ursel. Op 22 augustus van hetzelfde jaar wordt besloten op deze plaats een werf te bouwen voor de bouw van zeeschepen. Bij de inhuldiging van de nieuwe werf op 15 januari 1874 werkten er reeds 600 man. Een eerste droogdok komt in 1883 in gebruik en na de aankoop van Antwerp Engineering komen er nog twee bij. In 1889 wordt een BIG-kraan van 5 ton geïnstalleerd.
De Cockerill-lijn Oostende-Tilbury wordt in 1896 opgericht en de eerste drie schepen voor deze lijn, Rubis, Topaze en Saphir, lopen in 1897 op de werf van stapel. Door aankoop van het naburige terrein en installaties van Antwerp Engineering Cy Ltd breidt de oppervlakte van de werf met meer dan 10 hectare uit. Tijdens de Eerste Wereldoorlog gebruikte de Duitse marine de Belgische havenplaatsen. Voor de strijd waren kleine duikboten het meest geschikt. Om die in voldoende aantallen te kunnen bouwen, werd de werf van Antwerp Engineering Cy Ltd ingezet. Hier werden duikboten geassembleerd. Deze waren in Duitsland gemaakt, vervolgens in onderdelen met treinen naar Antwerpen vervoerd. Eenmaal gereed werden ze via de kanalen naar de havens aan de kust gesleept. Later in de oorlog volgden kleine torpedoboten, ook speciaal ontworpen voor dienst in de ondiepe kustwateren. Deze boten volgden dezelfde weg als de duikboten via Cockerill Yards. Tijdens de crisis van de jaren dertig loopt het personeelsbestand van 1383 man in 1929 terug tot 406 in 1932 en tot 28 in 1935. De werf wordt dan voor een jaar gesloten. Met een bestelling van drie grote vrachtschepen voor de Compagnie Maritime Belge (CMB) in 1936 herleeft de werf en 3000 scheepsbouwers gaan terug aan de slag. Na Wereldoorlog II volgen de moderniseringen en aanpassingen aan nieuwe technieken elkaar in snel tempo op.
In oktober 1964 wordt de werf omgevormd tot een zelfstandige naamloze vennootschap onder de naam Cockerill Yards Hoboken, en maakt hij niet langer een juridisch deel uit van Cockerill Seraing. Een verdere uitbreiding met 5 hectare volgt in januari 1967 door de aankoop van het vroegere Peignage de Laines de Hoboken. Om de evolutie van steeds grotere schepen te volgen wordt in 1976 een enorm bouwdok van 487 meter lang en 65 m breed in gebruik genomen. Een mobiele portiekkraan van 450 ton met een overspanning van 125 m breed en 75 m hoog overspant het bouwdok en de ernaast liggende constructiehal. Grote afgewerkte scheepssecties van meer dan 400 ton worden door het openschuivende dak uit de hal gelicht en in het bouwdok gezet.

### Failliet

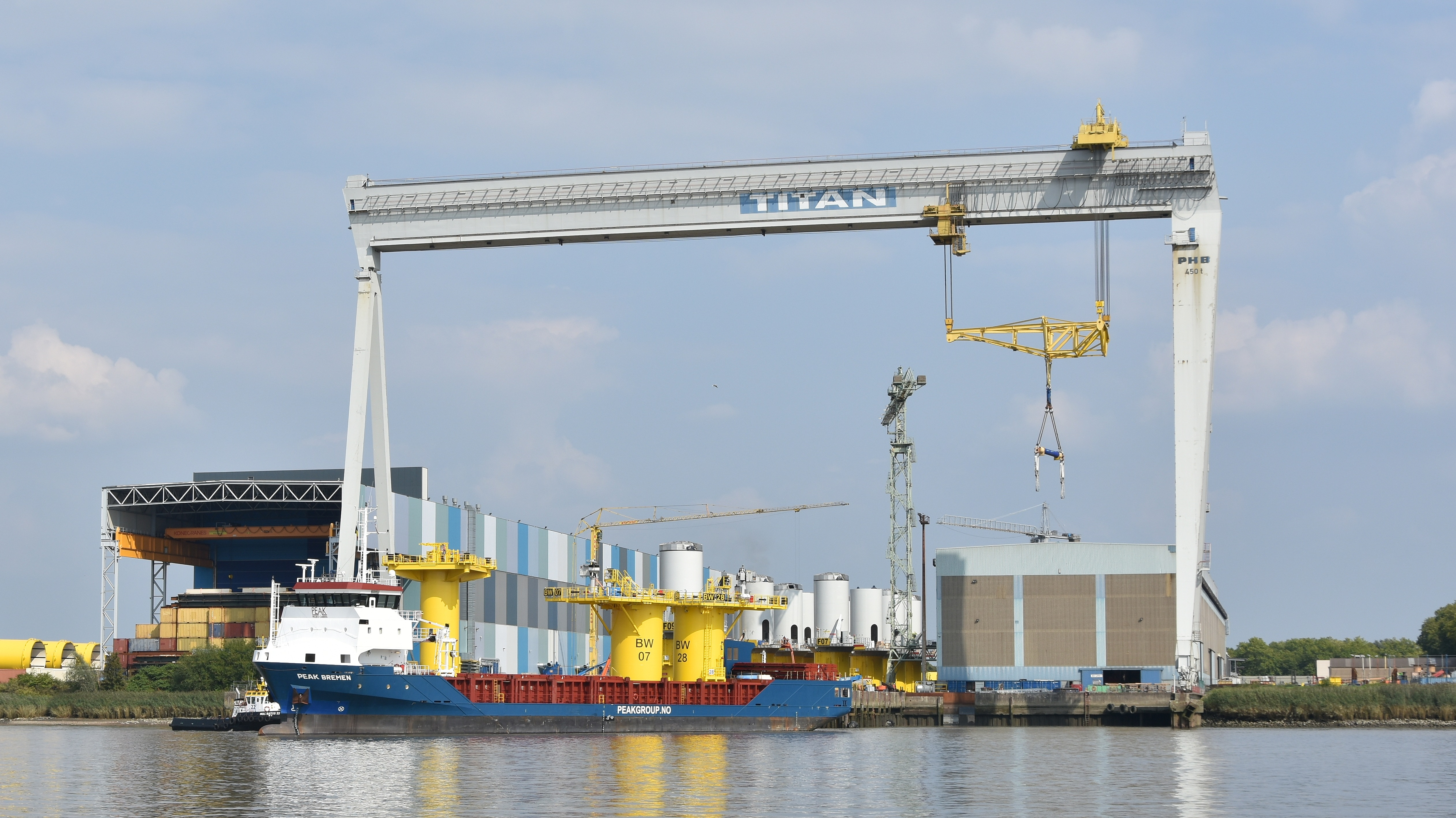
De voormalige Cockerillwerf met de Titankraan

Door de felle concurrentie van goedkopere werven in het Verre Oosten en door het ontbreken van staatssteun, zoals in omringende landen wel aan de werven wordt verleend, moest de werf uiteindelijk faillissement aanvragen. De Rechtbank van koophandel van Antwerpen sprak op 9 februari 1982 het faillissement van Cockerill Yards Hoboken uit: 2300 werklieden en 500 bedienden zouden hun baan verliezen. Anno 2018 is hier Smulders Projects Belgium actief. Ze vervaardigen hoofdzakelijk funderingen voor windmolens die in zee worden geplaatst.

## Schepen van Cockerill Yards
- Léopoldville
- Prinses Astrid
- Elisabethville
- Jan Breydel
- Rapide
- Stad Antwerpen
- Roi Léopold III
- Esso Antwerp
- Caltex Antwerp
- Caltex Nederland
- Caltex Madrid
- Mokambo
- Flandria 2
- Princesse Marie-Josée
- Princesse Clémentine
- Prins Albert
- Stavelot
- Wielingenklasse:
  - F911 Westdiep
  - F913 Westhinder
- MS München
- A957 Kamina
- Ruth
- Martha
- Yaffa
- DeLoris
- Helen
- Ellen Huidig (afgebouwd door Boele)
- Cornelis Verolme (afgebouwd door Boele)